# Шпанівський цукровий завод
Шпа́нівський цукровий завод — підприємство з виробництва цукру в селі Великий Олексин, Рівненського району, Рівненської області.

## Історія
Шпанівський цукровий завод засновано місцевими великими землевласниками у 1875 році як «Акціонерну Спілку Цукровня Шпанів». Повний склад акціонерів-засновників: князь Кароль Радивил, князь Станіслав Любомирський, князь Роман Санґушко, Марія Потоцька, Юзеф Замойський, Владислав Браницький, Віктор де Брюйль-Платер, Фелікс Чацький, Вінцентій Чосновський, Адам Ґрабовський, Ґаспар Козаковський, Олександр Шольц, Вацлав Пржесмиський та Якуб Дуґлас. Початковий статутний капітал 630 000 російських рублів. До заводу також належали сільськогосподарські фільварки в сусідньому Олексині та Понебелі, де розводили тонкорунних овець та інше поголів'я худоби. Наприклад, за 1876 рік з 2595 овець було зібрано 136 пудів вовни.
Відомо, що за сезон 1913-1914 років завод випустив 26 720 центнерів цукру. У період воєнних дій під час Першої світової війни та Української Революції завод не працював.
У 1921 році завод було відновлено. З 1923 року на заводі оселилися інтерновані вояки колишньої Армії УНР, вони підтримували зв'язки з такими ж колишніми вояками, що оселилися й працювали на Бабинському цукровому заводі.
Статутний капітал на 1921 рік складав 30 000 000 польських крайових марок та ділився на 60 000 акцій вартістю 500 марок крайових за кожну. У сезон 1922-1923 років випущено лише 8 564 центнерів, що виявилося повністю збитковим. Модернізувавши застаріле обладнання, Шпанівський цукровий завод у 1929 році вийшов на 78 829 центнерів, а в 1930 році на 88 185. Щоправда станом на 1932 рік виробничі об'єми впали майже вдвічі і завод виготовив 46 944 центнерів цукру. Кількість сезонних та штатних працівників на 1930 рік складала 580 чоловік. До Шпанівського цукрозаводу було збудовано власний залізничний під'їзд, що забезпечувало хорошу логістику, зокрема для експорту своєї продукції в країни Західної Європи. У період Польської Республіки Шпанівський цукрозавод був одним з найбільших та найпотужніших на Волині. Всього у Волинському воєводстві було 5 цукрових заводів: Бабинський, Житинський, Корецький, Мізоцький «Karwice Ozierany» та Шпанівський. На 1931 рік у власності князя Януша Радивила. Статутний капітал заводу складав 3 060 000 злотих, що були поділені на 13 600 акцій вартістю 225 злотих кожна. Найбільші акціонери А. Добровольський, К. Фітцерман, Ю. Смоленський та Л. Троневський. Головний офіс знаходився у Рівному.
З вересня 1939 року завод націоналізовано радянською владою. У липні 1941 року при відступі Червоною армією було знищено частину обладнання. У період німецької влади завод підпорядковувався Управі Волинських цукроварень у Рівному. Після відновлення обладнання за сезон 1942-1943 років завод переробив 132 000 центнерів буряків з виходом 24 000 центнерів цукру. З відступом частин Вермахту обладнання заводу знову було понищено. З 1944 року націоналізований радянською владою. ВАТ "Шпанівський цукровий завод" припинив діяльність у 2017 році.